# Соболєв Іван Олександрович
Іва́н Олекса́ндрович Со́болєв (2 липня 1904, село Заболоття Ємецького повіту Архангельської губернії, тепер Архангельської області, Російська Федерація — 28 листопада 1952, місто Москва, тепер Російська Федерація) — киргизький радянський діяч, секретар ЦК КП(б) Киргизії.

## Життєпис
Народився в родині робітника. З 1912 до 1918 року навчався в двокласному училищі (шестирічка) в с. Зачаччя Ємецького повіту Архангельської губернії.
З 1918 до 1920 року жив у селі Заболоття Архангельської губернії, влітку працював на цегельному заводі, а взимку у родинному господарстві або на лісозаготівлях.
У 1920—1922 роках — канцелярський працівник виконавчого комітету Ємецької повітової ради.
З 1922 до 1923 року працював робітником лісопильного заводу в місті Архангельську. У 1923 році вступив до комсомолу.
У 1923—1925 роках — канцелярський працівник виконавчого комітету Ємецької повітової ради.
У 1925—1926 роках — секретар Ємецького волосного комітету ВЛКСМ.
Член ВКП(б) з 1926 року.
У 1926—1927 роках — завідувач інформації Архангельського повітового комітету ВКП(б).
У 1927 році — інструктор Плесецького волосного комітету ВКП(б).
З травня 1927 до 1928 року служив у Червоній армії.
З 1928 року — секретар Плесецького волосного комітету ВКП(б) (станція Плесецька Північна залізниця).
У 1929—1930 роках — завідувач інформації Архангельського окружного комітету ВКП(б).
У 1930—1932 роках — завідувач організаційно-інструкторського відділу та заступник секретаря Холмогорського районного комітету ВКП(б).
З березня до вересня 1932 року — інструктор Туапсинського районного комітету ВКП(б) Північно-Кавказького краю.
З вересня 1932 до 1935 року — студент Комуністичного університету імені Свердлова в Москві (прослухав два курси). 
З 1935 до січня 1936 року — заступник голови профспілкового комітету Комуністичного університету імені Свердлова в Москві.
З січня до травня 1936 року — курсант курсів пропагандистів при Московському міському комітеті ВКП(б).
У травні 1936 — вересні 1937 року — інструктор, у вересні 1937 — вересні 1938 року — завідувач відділу пропаганди Красногвардійського районного комітету ВКП(б) міста Москви.
У вересні 1938 — січні 1939 року — заступник завідувача відділу пропаганди Московського міського комітету ВКП(б).
У січні — листопаді 1939 року — 2-й секретар Красногвардійського районного комітету ВКП(б) міста Москви.
4 грудня 1939 — 13 березня 1940 року — секретар ЦК КП(б) Киргизії із пропаганди та агітації.
17 березня 1940 — 8 вересня 1942 року — секретар ЦК КП(б) Киргизії із кадрів.
1 вересня 1942 — 1 лютого 1945 року — відповідальний організатор відділу кадрів партійних організацій Управління кадрів ЦК ВКП(б).
У січні 1945 — вересні 1947 року — відповідальний контролер Комісії партійного контролю (КПК) при ЦК ВКП(б).
У вересні 1947 — вересні 1950 року — слухач Вищої партійної школи при ЦК ВКП(б) у Москві.
16 вересня 1950 — 22 березня 1951 року — інструктор відділу партійних, профспілкових та комсомольських органів ЦК ВКП(б).
22 березня 1951 — 1 липня 1952 року — завідувач сектору відділу партійних, профспілкових та комсомольських органів ЦК ВКП(б).
У липні — 28 листопада 1952 року — завідувач відділу партійних, профспілкових та комсомольських органів Ульяновського обласного комітету ВКП(б).
Помер 28 листопада 1952 року після важкої хвороби в Москві.

## Звання
- старший політрук

## Нагороди
- орден Червоної Зірки
- орден «Знак Пошани» (31.01.1941)
- медаль «За оборону Кавказу»
- дві медалі